# Tedania aspera
Tedania aspera är en svampdjursart som först beskrevs av James Scott Bowerbank 1875.  Tedania aspera ingår i släktet Tedania och familjen Tedaniidae. Inga underarter finns listade i Catalogue of Life.